# Давальний відмінок
Давальний відмінок, або датив (лат. dativus, від do — «даю») — непрямий відмінок, який відповідає на запитання «кому?», «чому?».
Позначає роль отримувача чого-небудь внаслідок дії суб'єкта: Андрієві прислав листа його тато. Викладач роздав нове завдання студентам.

## В українській мові
У «Граматіці словенскій» Лаврентія Зизанія давальний відмінок (дателный падежь) об'єднувався в один із місцевим. Розділення «давального» на два окремих відмінки зробив Мелетій Смотрицький у своїй «Граматиці слов'янській», назвавши місцевий сказателнымъ падежемъ. Смотрицький так пояснює значення давального відмінка: дателный єстъ/ имже даємъ: якѡ человѣкȣ.

### Історія
У праслов'янський і давньоруській мовах було до 9 типів відмінювання, які визначалися не родом і закінченнями, як у сучасній мові, а тематичними голосними ранньопраслов'янських основ — так званими детермінативами (до останніх також відносять приголосні звуки основ на приголосний). Іменники з різними основами утворювали різні форми давального відмінка. Наявність у сучасній українській варіантів закінчень давального відмінка однини чоловічого роду -у та -ові/-еві пояснюється змішанням парадигм двох різних типів відмінювання: з основою на *-ŏ і на *-ŭ.
Праслов'янські і давньоруські іменники з основою на *-ŏ мали закінчення давального відмінка *-u, у м'якому варіанті *-ju (д.-рус. городу, ворогу, другу, брату, отьцю, мужю), іменники з основою на *-ŭ — закінчення *-ovi (д.-рус. домови, садови, сынови).
Закінчення *-ovi походить з ранішого *-ou̯і, де дифтонг *ou̯ є наслідком чергування з тематичним голосним *-ŭ, а *-i являє собою загальноіндоєвропейське закінчення давального відмінка однини (пор. санскр. अश्वायै, aśvāyāi — «коневі», гот. gibai — «дару»). Надалі внаслідок процесу розщеплення дифтонгів перед голосними *ou̯ перетворився на *-ov- (це сполучення наявне також у формі родового множини і давнього називного множини, у формі родово-місцевого двоїни). Походження закінчення *-u слів з основою на *-ŏ неясне: не вдається встановити його зв'язок з індоєвропейським *-i.
Окрім того, існували інші типи відмінювання: нечисленні іменники з основою на *-ū мали схоже закінчення *-ъvi (д.-рус. бръви, любъви, цьркъви, кръви, моркъви, тыкъви, хорѫгъви); іменники з основою на *-n, на *-ĭ, на *-r, середнього роду на *-s, *-n, *-nt, і жіночого та чоловічого на *-a (м'який варіант) мали закінчення *i (д.-рус. камени, дни, гости, матери, словеси, очеси, имени, ягнѧти, души); іменники чоловічого та жіночого роду на *-a в твердому варіанті мали закінчення *-ě, «ять» (д.-рус. водѣ, женѣ, воѥводѣ, рыбѣ), яке сходило до ранньопраслов'янського дифтонга *ai̯, у якому *a належав до давньої основи, а *i — до індоєвропейського показника давального однини (пор. ранньо-прасл. ženai — «жінці» і лит. žmonai — «жінці»).
У множині утворення форм давального відмінка дещо відрізнялося від сучасного. Іменники з основою на *-a твердого варіанта мали закінчення *-amъ (д.-рус. рыбамъ, рукамъ), м'якого — *-jamъ (д.-рус. землямъ, кънѧгынямъ), іменники з основою на *-ŏ мали в давальному множини закінчення *-omъ у твердому варіанті (д.-рус. городомъ, ворогомъ, другомъ, братомъ, мѣстомъ), і *-emъ у м'якому (д.-рус. отьце́мъ, мѫже́мъ, краѥ́мъ). Іменники з основами на *-n ,*-ĭ, *-r, *-s, *-n, *-nt мали у давальному множини закінчення *-ьmъ (д.-рус. каменьмъ, дьньмъ, гостьмъ, матерьмъ, словесьмъ, очесьмъ, именьмъ, ягнѧтьмъ). В іменників з основами на *-ŏ та *-n форми давального відмінка множини були дуже схожими на форми орудного однини (д.-рус. городомь, другомь, братомь, каменьмь, дьньмь), відрізняючись від них лише прикінцевим редукованим ъ замість ь. Праслов'янські закінчення давального множини *-amъ, *-omъ, *-emъ, *-ьmъ походять від сполучення голосного основи (або його фонетичного чергування) з праіндоєвропейською флексією *-mus, у якій *-s відпав згідно із законом відкритого складу, а *-u- перейшов у редукований *-ъ.
|                 | Тип на *-ā     | Тип на *-ā          | Тип на *-ŏ       | Тип на *-ŏ              | Тип на *-ŭ     | Тип на *-ĭ      | Тип на *-ū          | Тип на приголосний | Тип на приголосний | Тип на приголосний | Тип на приголосний |
| Твердий варіант | М'який варіант | Твердий варіант     | М'який варіант   | Підтип на *-n           | Тип на *-ŭ     | Тип на *-ĭ      | Тип на *-ū          | Підтип на *-r      | Підтип на *-s      | Підтип на *-nt     |                    |
| --------------- | -------------- | ------------------- | ---------------- | ----------------------- | -------------- | --------------- | ------------------- | ------------------ | ------------------ | ------------------ | ------------------ |
| Однина          | рыбѣ, руцѣ     | земли, кънѧгыни     | городу, селу     | отьцю, коню, полю       | сынови, медови | гости, пути     | букъви, цьркъви     | камени, дьни       | матери             | словеси            | ягнѧти             |
| Двоїна          | рыбама, рукама | землю, кънѧгыню     | городома, селома | отьцема, конема, полѥма | сынъма, медъма | гостьма, путьма | букъвама, цьркъвама | каменьма, дьньма   | матерьма           | словесьма          | ягнѧтьма           |
| Множина         | рыбамъ, рукамъ | землямъ, кънѧгынямъ | городомъ, селомъ | отьцемъ, конемъ, полѥмъ | сынъмъ, медъмъ | гостьмъ, путьмъ | букъвамъ, цьркъвамъ | каменьмъ, дьньмъ   | матерьмъ           | словесьмъ          | ягнѧтьмъ           |

У староукраїнській мові відбулося перебудування системи давнього відмінювання, яке, серед іншого, зачепило і парадигму давального відмінка. Стали переважати форми іменників на *-ŏ, форми давального відмінка від основ на *-ŭ вживалися рідше (укр. дому, сину, саду, царю, рідше братові, синові, цареві). Іменники середнього роду на *-s стали відмінюватися за зразком іменників на *-ŏ (укр. слову, тілу, оку, вуху, множина словам, тілам, очам, вухам). Іменники середнього роду на *-n, *-nt зберегли свій тип відмінювання і зараз утворюють 4-ту відміну (укр. імені, теляті, ягняті, множина іменам, телятам, ягнятам). Іменники чоловічого та жіночого роду на *-a зберегли свій тип відмінювання, але закінчення *-ě внаслідок фонетичних змін стало вимовлятися як «і» (укр. жоні, воєводі, рибі). Іменники з основою на *-ĭ зараз відмінюються за зразком іменників з основою на *-ŏ, і рідше *-ŭ (укр. гостю/гостеві, дню, степеню, каменю). Давній тип відмінювання на *-ū зник, давнє нарощення *-ъv стало частиною кореня, і слова кров і любов відмінюються за зразком іменників на *-ĭ (крові, любові, множина кров'ям, любов'ям), а слова буква, кітва, морква, хоругва, церква — за зразком іменників з основою на *-a (букві, кітві, моркві, тикві, хоругві, церкві, множина буквам, кітвам, морквам, хоругвам, церквам).
Окрім однини і множини, у праслов'янській і давньоруській давальний відмінок мали і форми двоїни. У цій граматичній категорії форми давального відмінка у всіх іменників збігалися з формами орудного (д.-рус. очима, ушима, рукама, городома, братома, сынъма).
Синтаксичною особливістю давньоруського давального відмінка було те, що він вживався з прийменником по, позначаючи місце пересування у просторі (д.-рус. по морямъ, по полямъ) — тобто в конструкціях, де зараз використовують форму місцевого (по морях, по полях). Конструкції з місцевим вживалися лише в тих випадках, коли треба було позначити слідування у часі або просторі (д.-рус. по слѣдахъ, по ихъ). В українській мові за аналогією ця конструкція поширилася і на позначення пересування, витіснивши звідти форми давального відмінка (по морях, по полях, по слідах). У російській мові, навпаки, сполучення прийменника по з давальним відмінком стали вживатися і для позначення слідування у часі або просторі, витіснивши форми місцевого (идти по следам, скучать по ним).

### Сучасність
У сучасній українській давальний відмінок однини другої відміни чоловічого роду може мати два закінчення: -у або -ові, -еві. Якщо в праслов'янській і давньоруській мовах вибір закінчення визначався типом відмінювання (брату, другу, сынови, домови), то в сучасній мові перша форма може вживатися як з істотами (брату, сину), так і з неістотами (городу, дому), друга — переважно з істотами (братові, синові, рідко городові, домові). О. П. Павловський на початку XIX ст. зазначав, що закінчення -ові (-еві, -єві) в давальному відмінку рідко вживається в назвах істот і ще рідше в назвах неістот. Автори пізнішого періоду (такі як І. С. Нечуй-Левицький, Є. К. Тимченко, О. Н. Синявський та ін.) навпаки, вже стверджували, що таке закінчення давального відмінка в українській літературній мові переважає і визнавали його однією зі специфічних рис української мови. У сучасній мові діє активний процес поширення закінчення -ові (-еві, -єві) на всі іменники чоловічого роду другої відміни.
За аналогією ця варіантативність поширилася і на форми місцевого відмінка (на кораблеві, на місткові). Оскільки д.-рус. -и перейшов у звук [ɪ], закінчення мало бути -ови/-еви (подібні форми засвідчені в літературі як архаїчні), а наявне -ові можна пояснити впливом парадигми І відміни (жінці, рибі, руці), така ж заміна відбулася і в словах колишнього типу з основою на приголосний (імені, теляті, матері).
В іменників І відміни з прикінцевими приголосними основи -г, -к, -х у давальному відмінку спостерігають чергування -г/з, -к/ц, -х/с (нога — нозі, рука — руці, пряха — прясі). Це явище пов'язане з рефлексами другої палаталізації і має місце також у місцевому відмінку.

#### Особливості
- У сучасній українській можуть використовуватися як закінчення -у, -ю, так і -ові/-еві: котові (коту), Києву, Василеві (Василю), койоту. Деякі мовознавці вважають, що в давальному відмінку іменників чоловічого роду для української мови властиві лише закінчення -ові або -еві (кобзареві, морякові), а не -у, -ю (кобзарю, моряку). Мовознавець С. Й. Каравансьский наводив ці твердження як приклад гіперпуризму і спростовував його посиланнями на український фольклор і класиків: «А тютюн та люлька // Козаку в дорозі пригодиться…» (народна пісня), «Ще живуть // І Богу моляться, і мруть // Хрещені люди» (Т. Г. Шевченко). На його думку, ці закінчення можна вважати рівноправними, окрім того, в багатоскладових словах з погляду милозвучності доречніше вживати -у/-ю, а не -ові/-еві (меморандуму, еквіваленту, Гогенцоллерну)[4].
- Деякі іменники середнього роду, що належать до IV відміни, можуть мати паралельні форми давального однини: ви́мені/ви́м'ю, імені/ім'ю́, пле́мені/пле́м'ю, сі́мені/сі́м'ю, ті́мені/ті́м'ю, причому в сучасній мові варіанти «вим'ю» і «тім'ю» є вживанішими. Закінчення -'ю пояснюється явищем граматичної аналогії — впливом м'якої групи II відміни (ганчір'ю, пір'ю, руб'ю). Подібні паралельні форми існують також у родовому і орудному відмінках однини.

## В інших мовах

### Слов'янські мови
Давальний відмінок зберігся у більшості слов'янських мов (за винятком болгарської і македонської, що втратили відмінювання імен).

#### Російська мова
У російській мові утворення його форм аналогічно українському, тільки на місці «ятя» стоїть -е (жене, княгине, мне, тебе,), відсутні рефлекси другої палаталізації (руке, к речке), широко вживаються форми давального з прийменником «к», яким відповідають українські форми родового з «до» (ко мне, к дому, к жене), відсутні релікти форм типу з основою на *-ŭ, тобто закінчення -ови, -еви («Кесарево Кесареви, Божие Богови» являє собою фразеологічний церковнослов'янізм).

### Балтійські мови
Відмінкова система литовської і латиської мов має багато спільного зі слов'янською.
У литовській мові іменники мають у давальному однині закінчення з прикінцевим -i, аналогічні ранньопраслов'янським за походженням: у І-ій відміні чоловічого роду -ui, -iui, -jui, жіночого — -ai, -iai, -ei, у ІІ-й відміні — -iai, -iui, у ІІІ-й — -iai, -iui, у IV-й і V-й відмінах — -iui, -ui, -(en)iui, -eriai, -esiui. Наприклад, ū́drai («видрі»), žmonai («дружині»). У множині іменники набувають закінчення з прикінцевим -ms, спорідненого зі слов'янським *-amъ.

### Германські мови

#### Англійська мова
У давньоанглійській мові існували форми давального відмінка, що зникли разом із занепадом англійської відмінкової системи. У середньоанглійський період форми датива і акузатива займенників злилися в спільний «непрямий відмінок», що вживався з усіма прийменниками. Це злиття дало привід більшості сучасних граматистів відмовитися від термінів «датив» і «акузатив» застосовно до середньої і сучасної англійської мови, використовуючи замість термін objective.
Релікти давньоанглійського давального відмінка збереглися і в сучасній мові. Займенник whom (форма непрямого відмінка питального і відносного займенника who) сходить до давн-англ. hwām — форми давального відмінка займенника hwā (у знахідному він мав форму hwone); him (форма непрямого відмінка особового займенника he) походить від давн-англ. him — форми давального відмінка займенника hē (у знахідному він мав форму hine); her (форма непрямого відмінка особового займенника she) веде походження від давн-англ. hire — датива займенника hēo, hīo (у знахідному він мав форму hīe).
У сучасній англійській мові непрямий додаток може виражатися як безприйменниковим, так і прийменниковим способами.
- У першому випадку непрямий додаток ставиться між дієсловом і прямим додатком (he gave me a book, або he wrote me a poem).
- У другому випадку вживаються прийменники to або for (he gave a book to me, або he wrote a poem for me)

#### Німецька мова
У німецькій мові давальний відмінок виконує також функцію місцевого, позначаючи не тільки напрямок дії, але й місцерозташування (zu Haus/zu Hause — «вдома», am Ufer — «на березі»). У сучасній мові в іменників сильної і жіночої відміни форми датива однини не відрізняються від форм номінатива, в іменників слабкої відміни — набувають спільного для всіх непрямих відмінків закінчення -(e)n. У множині форми давального відмінка іменників сильної відміни набувають закінчення -n, жіночої і слабкої — закінчення -(e)n.
У середньонімецькій мові іменники сильної відміни (із закінченням родового відмінка -(e)s) мали в давальному відмінку закінчення -e. Поступово внаслідок явища апокопи це закінчення стало замінятися нульовим. У літературній мові ще в середині XX ст. чимало слів мали в дативі закінчення -e (im Zuge, am Tage, zu Hause), зараз ця особливість зберігається в цимбрських і східносередньонімецьких діалектах.
Оскільки в більшості іменників форми різних відмінків часто збігаються, значну роль у визначенні відмінкової форми грають допоміжні частини мови — артиклі і займенники, а також прикметники. Невизначений артикль чоловічого і середнього роду однини має в дативі форму einem, жіночого роду однини — einer (у множині невизначений артикль не вживається); визначений артикль чоловічого і середнього роду однини — форму dem, жіночого — der, у множині всіх родів — форму den. Схожі закінчення мають займенники і прикметники (при їх сильному відмінюванні).

### Латинська мова
У класичній латині давальний відмінок однини більшості іменників мав закінчення -i (regi — «цареві», nomini — «імені», domui — «дому»), яке сходить до загальноіндоєвропейського закінчення давального відмінка *i. Іменники на основу *-a мали закінчення давального однини -e (aquae — «воді», terrae — «землі», patriae — «Батьківщині»), яке теж походило з ранішого *-i. В іменників IV відміни закінчення -i відсутнє (cornu — «рогу»): походження цієї відміни таке саме, що й у слов'янського типу відмінювання з основою на *-ŭ. В іменників ІІ відміни давальний однини має закінчення -o (amico — «другу», viro — «чоловікові», «мужу», magistro — «вчителеві»).
У множині в латинській мові форми давального (із закінченнями -is у І і ІІ відмін, -ibus — у ІІІ і IV, -ebus — у V відміни) завжди збігаються з формами відкладного. Закінчення -is походить через архаїчні форми *-ais, *-eis від праіндоєвропейського закінчення відкладного множини*-ios.

### У японській мові
Утворюється додаванням частки に (ні) до іменника. Може мати такі значення:
- Адресат дії:
人に話す — hito-ni hanas. Заговорити до людини.
- Місце перебування або проживання:
ウクライナに住む — ukuraina-ni sumu. Проживати (жити) в Україні.
- Час:
事故は午前8時に発生しました — jiko-wa godzen hachiji-ni hassey shimashita. Аварія трапилась о восьмій годині ранку.
- Напрям руху:
奈良公園に向かう — nara kooen-ni mukau. Повернути в напрямку парку Нара.
- Кінцевий пункт руху:
広島に到着する — hiroshima-ni totyaku-suru. Прибути в Хіросіму.
- Отримувач дії:
子供には難しい — kodomo-ni-wa mudzukashiy. Дітям важкий (для розуміння).
- Результат перетворення:
宇宙飛行士になる — utyuu hikooshi-ni naru. Стати космонавтом.
- Мета або призначення:
見物に行く — kenbutsu-ni iku. Піти, щоб подивитись на пам'ятки.
- Причина:
寒さに震える — samusa-ni furueru. Тремтіти від холоду.
- Суб'єкт приналежності, володіння, влади.
植物に属する — shokubutsu-ni dzoku suru. Належати до рослин.
- Об'єкт багатства, бідності.
鉄鉱石に富む — tekkooseki-ni tomu. Бути багатим на залізну руду.
- Зворотній адресат
先生にもらう — sensey-ni morau. Одержати щось від вчителя.

## Інше
- Інфінітив у слов'янських і балтійських мовах за походженням являє собою давальний відмінок праіндоєвропейських віддієслівних іменників на *-tis. Праслов'янський і прабалтський суфікс інфінітива *-ti походить від ранішого *-tei, де *-i є праіндоєвропейським закінченням давального відмінка[10][11][12].
- Слово «омнібус» (лат. omnibus) за походженням являє собою форму давального відмінка займенника omnes («всі»), тобто «всім», «для всіх»[13].